# Лани (Бібрська міська громада)
Лани́ — село в Україні, у Львівському районі Львівської області. Населення становить 316 осіб. Орган місцевого самоврядування — Бібрська міська рада.
- Село вперше згадується в письмових джерелах за 1479 рік у зв’язку з тим, що поміщик Конрад заклав за борг Лани Миколі Синявському.
- У податковому реєстрі 1515 року село документується як спалене[1].

## Боротьба ОУН- УПА

### 13 том
- ..."В цьому терені сильно большевики розвели свою сітку сексотів, які вислуговують окупантові в різний спосіб. Тут большевики зуміли так опанувати терен, що роблять по ночах засідки, хоч і без успіху кожнього разу. Такі засідки роблять большевики найчастіше в таких селах: Піски, Лани, Попеляни, Горбачі, Черкаси, Добряни. В часі одної засідки, що відбулася 9.ХІ.44, ранили большевики в ногу одного мужчину."...
- ..."21.IV.45 зробили більшовики облаву поблизу с. Лани, не зловили нікого."...
- ..."В с. Лани квартерує 200 робочих больш., які будують алярмово залізничу лінію Львів–Стрий, на відтинку Щирець–Миколаїв."...
- ..."13.7 в с. Лани больш. напали церкву і забрали все, що в ній було."...
- ..."Від 20.6.44 почали німці в околицях Радехова, Камінки Стр[умилової] і Сокаля [но]ву хвилю полювання на людей. Почали від сіл Лапаївка і Лани (Кам[’янка] Стр[умилова]). Виловили там усіх чоловіків. Втікло заледве 6 осіб. Загально в своїх [полю]ваннях прийняли німці таку тактику: Досвіта ок. 3 год. обставляють село і починають ловлю. Якщо не зловлять нікого, повторяють по кількох днях ще."...

## Відомі уродженці
- отець Ісидор Сохацький, 04.04. 1895 н.р., підхорунжий УГА . В 1923 р. висвячений на священника.[2]
- Пушкар Євген Георгійович (1934—2000) — український вчений-правознавець.

## Населення

### Мова
Розподіл населення за рідною мовою за даними перепису 2001 року:
| Мова       | Кількість | Відсоток |
| ---------- | --------- | -------- |
| українська | 316       | 100%     |